# Сизовское сельское поселение (Крым)
Сизовское се́льское поселе́ние (укр. Сизівське сільське поселення, крымскотат. Сизовка кой юрту, Сая кой юрту) — муниципальное образование в составе Сакского района Республики Крым России.

## География
Поселение расположено на севере района, в степном Крыму. Примыкает на востоке к Красногвардейскому, на севере к Первомайскому районам, граничит на западе с Виноградовским и Охотниковским, на юге — с Зерновским сельскими поселениями.
Площадь поселения 254,96 км².
Основная транспортная магистраль: автодорога 35Н-482 (по украинской классификации — автодорога С-0-11241).

## Население
| 2001  | 2014  | 2015  | 2016  | 2017  | 2018  | 2019  |
| ----- | ----- | ----- | ----- | ----- | ----- | ----- |
| 3421  | ↘3033 | ↗3039 | ↘3014 | ↘2969 | ↗2970 | ↘2929 |
| 2020  | 2021  |       |       |       |       |       |
| ↘2901 | ↘2545 |       |       |       |       |       |

## Состав сельского поселения
В состав поселения входят 4 населённых пункта:
| № | Населённый пункт | Тип населённого пункта | Население на 2014 год |
| - | ---------------- | ---------------------- | --------------------- |
| 1 | Сизовка          | село, центр            | ↘1814                 |
| 2 | Водопойное       | село                   | ↘288                  |
| 3 | Ильинка          | село                   | ↘816                  |
| 4 | Луговое          | село                   | ↘115                  |

## История
Саинский сельский совет был образован, видимо, в 1930-е годы, поскольку на 1940 год он уже существовал в составе Сакского района Крымской АССР. Указом Президиума Верховного Совета РСФСР от 21 августа 1945 года Саинский сельсовет был переименован в Сизовский. С 25 июня 1946 года сельсовет в составе Крымской области РСФСР, а 26 апреля 1954 года Крымская область была передана из состава РСФСР в состав УССР. На 15 июня 1960 года в составе совета числились сёла:

| - Барановка - Васильково - Водопойное | - Выпасное - Дальнее - Журавлёвка | - Ильинка - Луговое - Сизовка | - Тюльпановка |

Указом Президиума Верховного Совета УССР «Об укрупнении сельских районов Крымской области», от 30 декабря 1962 года сельсовет присоединили к Евпаторийскому району. 1 января 1965 года, указом Президиума ВС УССР «О внесении изменений в административное районирование УССР — по Крымской области», Евпаторийский район был упразднён и совет включили в состав Сакского (по другим данным — 11 февраля 1963 года).
К 1968 году было упразднено Васильково, к 1977 году — Барановка, Выпасное и Тюльпановка. 16 сентября 1986 года ликвидировано Дальнее, 22 сентября 2006 года — Журавлёвка. С 12 февраля 1991 года сельсовет в восстановленной Крымской АССР, 26 февраля 1992 года переименованной в Автономную Республику Крым. С 21 марта 2014 года в составе Крыма аннексировано Россией. Законом «Об установлении границ муниципальных образований и статусе муниципальных образований в Республике Крым» от 4 июня 2014 года территория административной единицы была объявлена муниципальным образованием со статусом сельского поселения.